# Трискелион
Трискелион (от гръцки: τρισκελης – „трикрак“) е древен знак, показващ три бягащи крака, излизащи от една точка.
Трискелионът е традиционен символ на Сицилия, където е наричан trinacria; на остров Ман, където се нарича Tree Cassyn Vannin на манкс и на Бретан, където се нарича Triskèle. Ингушетия също има трискелион на знамето си.

## История
Символът е изобразяван през VI в. пр. Хр. върху монетите на тракийското племе дерони, които са първите сечени по нашите земи монети. Счита се, че символът е използван от древните елини, които откриват остров Сицилия. Обикаляйки Сицилия по море, древните гърци го оприличават на триъгълник и го назовават така – trinacrios. По-късно трискелионът става символ на Сицилия и е елемент от флага на този остров. Доказателство за това, че трискалионът е известен в Елада символ, е неговото изобразяване върху щит от 510 пр.н.е.
Трискелионът е традиционен символ на остров Ман, което дълги години е било обект на изследвания. Вероятно символът е индиректно пренесен от древна Елада и използването му в Сицилия и Ман говори за общо в завоевателите на тези отдалечени от себе си острови. Установено е, обаче, че трискелионът (на манкс – tre cassyn) става неразделен символ на Ман доста по-късно – през 1266 г. и това е свързано с владичеството на различни династии, едновременно владяли и Сицилия и остров Ман.
Знакът присъства и в славянски гербове:
- на гербовете на няколко полски благородници трискелионът се състои от рогове;
- на герба на беларуския град Жодино е изобразен трискалион, също от рогове, върху щита на Дева Мария.

Един от най-често използваните символи на БДСМ обществото е производен на трискелиона, ограден с кръг.
- Знамето на Сицилия
- Знамето на остров Ман
- Знамето на остров Ман
- Гербът на остров Ман
- Герб на полски благородник
- Стенопис в естонска църква
- Знамето на Ингушетия
- Гербът на Дьохлау, Германия
- Трискелион
- Гербът на Фюсен, Германия
- Структурната формула на борната киселина
- Молекулата на борната киселина
- Молекулата на борната киселина